# Elements (journal)
Ne doit pas être confondu avec Éléments (revue).
Pour les articles homonymes, voir Elements.
Elements est une revue scientifique internationale bimestrielle à comité de lecture qui publie des articles de recherches dans le domaine de la minéralogie, de la pétrologie et de la géochimie.
D'après le Journal Citation Reports, le facteur d'impact de ce journal était de 4,224 en 2018. Actuellement, les directeurs de publication sont Bernard J. Wood, Friedhelm von Blanckenburg et Nancy L. Ross.